# حلف قبائل حضرموت
حلف قبائل حضرموت حلف قبلي يضم قبائل وعشائر وبادية وحضر حضرموت. من سادة بكل اقسامهم. ومشائخ بكل أقسامهم. وقبائل الحموم. وقبائل كنده وبكل أقسامهم. واتحاد الشنافر. ونهد. وقبيلة بني مرة. وبني ظنة. وال نعمان. ونوح. وسيبان. ويافع حضرموت. وثعين. والعوابثة. وبلعبيد .